# Rüdigsdorf (Nordhausen)
Rüdigsdorfest un quartier du grand chef-lieu de district de Nordhausen en Thuringe.

## Situation géographique

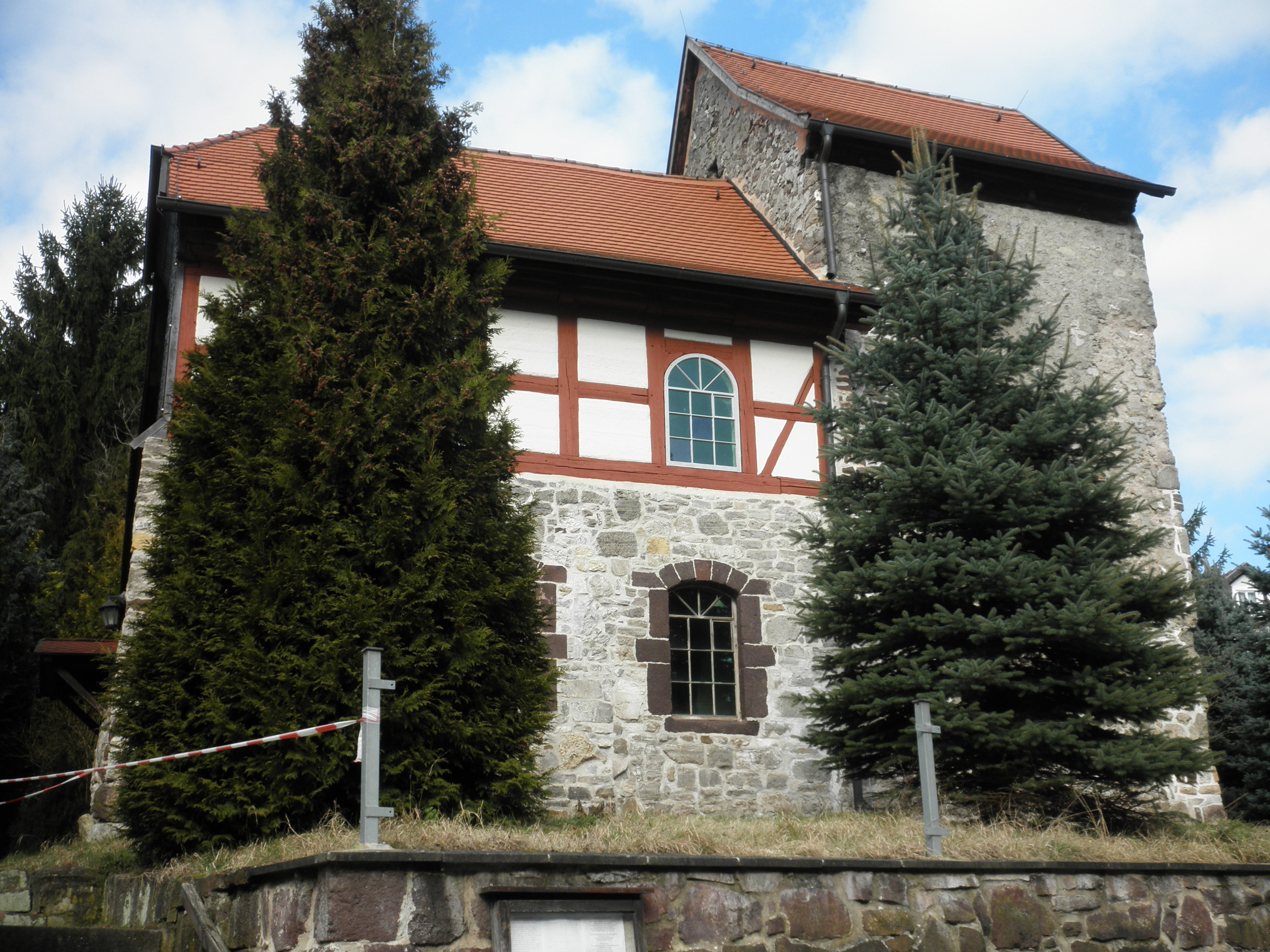
maison de Rüdigsdorf (nordhausen)

Rüdigsdorf est situé à environ 4,5 km au nord-nord-est du centre-ville de Nordhausen dans une cuvette de source de la Suisse de Rüdigsdorf, une partie du karst (paysage karstique de gypse du Harz du Sud ). Le village voisin au sud est Petersdorf, au nord se trouve Harzungen, à l'est Buchholz. Le hameau est entouré de forêts mixtes de feuillus, de vergers, de haies, de prairies et de champs.
Rüdigsdorf n'est accessible qu'à partir de Nordhausen-Krimderode par une étroite route de liaison.

## Histoire
Le hameau est issu d'une fondation franque. Rüdigsdorf est mentionné pour la première fois dans un document le 19 décembre 1271, puis en 1334 et 1370. Les formes les plus anciennes du nom sont Rudigsdorf et Rudigestorf. Ses sept fermes sont regroupées autour de l'église protestante Dorfkirche St. Jacobi au centre. Le Giebichenhagen tout proche était une ancienne forêt d'idoles germaniques ; on y sacrifiait à Odin.
En tant que village impérial, il ne dépendait pas du Tribunal de Gau jusqu'en 1436, mais du tribunal de la Chaire du Saint Empire à Nordhausen. Chaque année, à la Pentecôte, les habitants devaient livrer des pierres à Nordhausen pour la construction du mur de la ville. La dernière borne entre Rüdigsdorf et Nordhausen s'appelait "Der arme Sünderstein" (la pauvre borne des pécheurs), car c'est sur cette borne que les criminels étaient échangés entre la ville et le comte. En 1806, des troupes françaises séjournèrent dans la localité.
Après la dissolution de la chancellerie comtale de Stolberg-Hohnstein à Neustadt, Rüdigsdorf appartenait depuis 1882 au district d'Ilfeld et depuis 1932 au district du comté de Hohenstein. Le 23 mars 1993, Rüdigsdorf a été rattaché à Nordhausen ; Rüdigsdorf n'a pas de conseil local ni de maire de quartier.
A l'entrée sud-ouest du village, une extension récente a eu lieu.
Le 31 décembre 2007, la localité comptait 81 habitants.

## Culture et curiosités

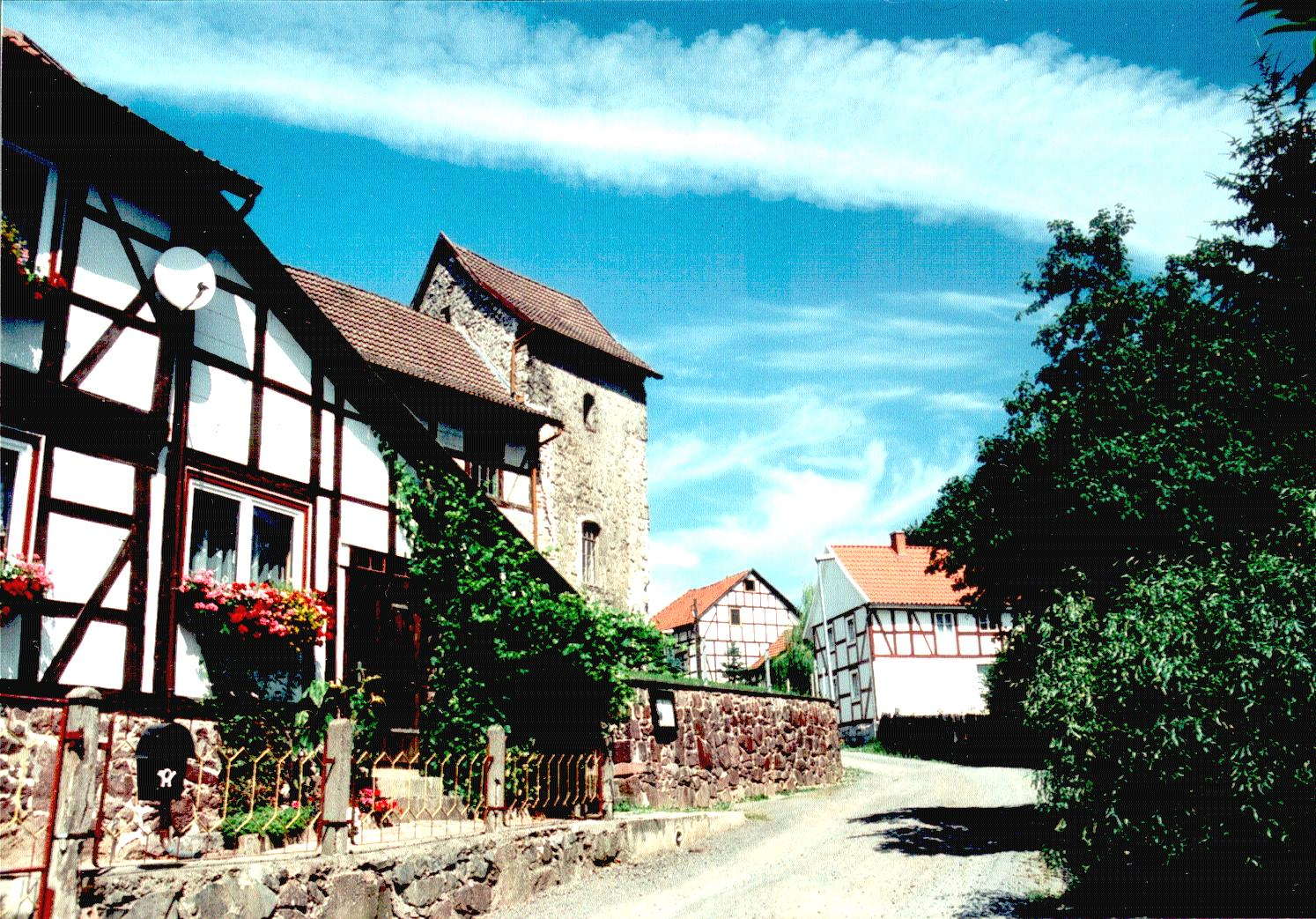
Rüdigsdorf.

### Église Saint-Jean
L'église Saint-Jean se présente avec un soubassement massif et une partie en colombage avec un plafond en planches dans la partie supérieure de la construction. La tour, tout aussi massive, dépasse du Chœur sur le côté est de l'église. L'une des deux cloches est surmontée d'une croix.

### Fête des souffleurs
La Pustefest est célébrée à Rüdigsdorf depuis 1866. Il s'agissait à l'origine d'une « manifestation sportive » organisée par les artisans et commerçants de Nordhausen selon des règles qu'ils s'étaient eux-mêmes fixées. L'objectif est de déterminer le meilleur tireur à la sarbacane. En règle générale, 40 à 50 participants se retrouvent à Rüdigsdorf après une marche à pied - au début, les locaux ne participaient pas. Le cri de guerre lors de la compétition est : Bon vent!. Il existe un drapeau de l'association, même des programmes imprimés et une série de chansons qui doivent résonner lors de la marche vers le local et lors de la compétition. Les compétitions sont l'occasion d'honorer le Püstrich, une étrange figurine métallique au ventre épais, exposée au Musée du château de Sondershausen.

## Liens web
- Notices d'autorité :   - VIAF
  - GND
- (de) « Giebichenhagen – NordhausenWiki », sur nordhausen-wiki.de, 24 décembre 2020 (consulté le 31 décembre 2023)